# Мазилово (Москва)
Мази́лово — исторический район и бывшая деревня на западе от Москвы, позже вошедшая в её состав и ставшая районом массовой жилищной застройки Фили-Мазилово.

## История
Впервые упоминание о Мазилове встречается в 1627 году, деревня в то время состояла из 6 крестьянских и 4 бобыльских дворов с 14 жителями.
В том году Мазилово принадлежало Ирине Ивановне Мстиславской, инокине Вознесенского монастыря. После её смерти оно было отписано во дворцовое ведомство, и, по данным 1646 года, в нём значилось 13 дворов, где проживало 25 крестьян.
В конце XVII века здесь числился 31 житель. В 1689 году Пётр I жалует из Приказа большого дворца боярину Льву Кирилловичу Нарышкину село Фили вместе с деревней Мазилово. 11 июня того же года имение было утверждено за ним отказной книгой. Согласно этому документу в Мазилове в тот момент было 12 дворов, а центр владения — село Фили — было лишь немногим крупнее и состояло из 17 дворов. В 1859 году в деревне насчитывался 341 житель при 36 дворах. Нарышкины владели деревней вплоть до реформы 1861 года.
Жители Мазилова утверждали, что название их деревни происходит от того, что в старые времена существовало требование к извозчикам, въезжающим в Москву, смазывать колёса телег дёгтем, дабы они не скрипели и не раздражали московский люд неприятным звуком.
В XIX — начале XX века — дачная местность.
В начале 1930-х годов Мазилово было электифицировано. Позже почти к каждому дому подвели линии радиотрансляции.
С середины 1950-х годов — в черте Москвы. По другим данным Мазилово вошло в состав Москвы только 18 августа 1960 года.
12 сентября 1991 в результате административной реформы 1991 года большая часть территории Мазилова вошла в состав муниципального округа Фили-Давыдково. После принятия 5 июля 1995 года Закона «О территориальном делении города Москвы» муниципальный округ получил статус района Москвы «Фили-Давыдково».

### Улицы
в 1950-е годы в Мазилове было несколько улиц (Главная, Школьная, Полевая, Средняя, Овражная, Прудовая) и переулков.
- Школьная улица — начиналась от Можайского шоссе (ныне — Кутузовский проспект, близ того места, где сейчас расположен северный вестибюль станции метро «Славянский бульвар» и пересекаются Старое Рублёвское шоссе и Кутузовский проспект), была основной подъездной дорогой в деревню со стороны Москвы. Школьная улица перпендикулярно пересекала Белорусское направление Московской железной дороги (в одном уровне, здесь был ж/д переезд) и шла на северо-запад между современными домами № 18 корпус 1 по улице Герасима Курина и № 1 по Тарутинской улице, после пересечения с Главной улицей (ныне — Кастанаевская улица) приобретала дугообразную форму и выходила к Мазиловскому пруду мимо которого шла по дамбе (теперь здесь безымянный проезд, который вполне можно назвать Мазиловским, и вестибюли станции метро «Пионерская»). Затем Школьная улица после отхождения от неё Прудовой улицы снова направлялась на северо-запад в сторону бывшей усадьбы Кунцево, где близ дома № 59, корпус 1 по Большой Филёвской улице пересекалась с продолжением улицы Воровского посёлка Фили (ныне — Большая Филёвская улица) и заканчивалась через сотню метров.
- Главная улица (ныне — в составе Кастанаевской улицы) начиналась от нынешних домов № 27 корпус 1 и 36 корпус 1 и шла до пересечения Т-образным перекрёстком со Школьной улицей (трассировка Главной улицы на этом участке совпадает с нынешней Кастанаевской улицей). Параллельно Главной улице располагались Полевая, Средняя и Овражная улицы, соединявшиеся между собой рядом перпендикулярных им переулков.

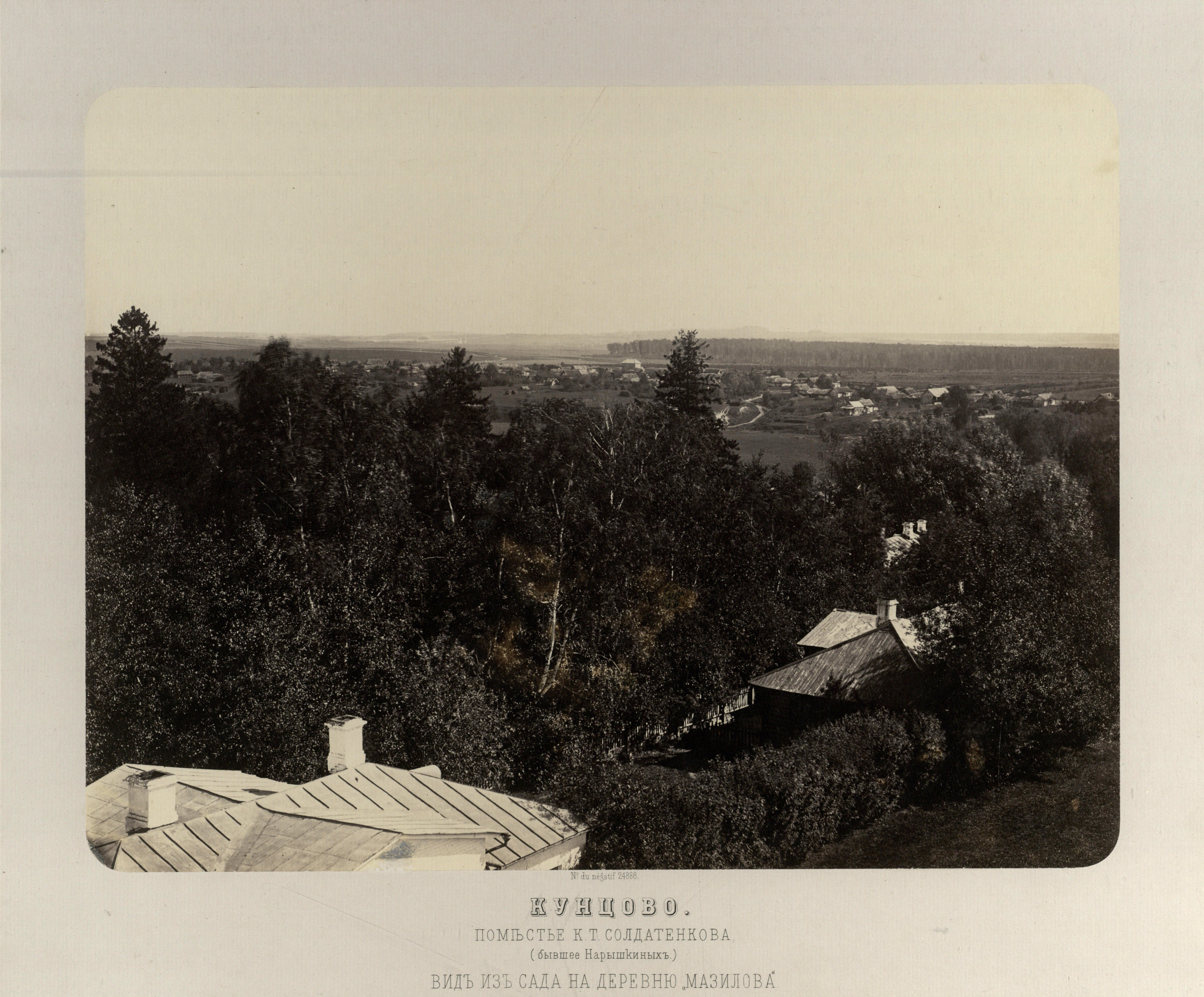
Вид на деревню Мазилово от усадьбы Кунцево. Около 1870 года.

- Полевая улица проходила от современного дома № 27 корпус 5 по Кастанаевской улице до пересечения её со Школьной улицей (теперь здесь стоит дом № 41 строение 2).
- Средняя улица начиналась от нынешнего дома № 36 корпус 2 и заканчивалась между домами № 46 и 42 корпус 1 по Кастанаевской улице.
- Овражная улица проходила от дома № 35 корпус 1 по улице Олеко Дундича мимо деревенского кладбища (ныне застроено, часть могил перевезена на другие кладбища Москвы) до района дома № 44 по Кастанаевской улице.
- На северо-западной окраине деревни близ Мазиловского пруда от Школьной улицы отходила Прудовая улица. Она шла в сторону города Кунцево и начиналась около нынешних вестибюлей станции метро «Пионерская», затем она проходила мимо современных домов № 26 и 26 корпус 1 по Малой Филёвской улице, пересекала современную улицу Полосухина, пролегала около нынешнего дома № 34 корпус 2 по Малой Филёвской улице, после пересекала 1-й Звенигородский переулок (ныне — Звенигородский переулок, без номера) и близ современного дома № 40 корпус 1 по Малой Филёвской улице переходила в Звенигородскую улицу города Кунцево (эта часть улице ныне упразднена и застроена).

## Название «Мазилово» в современных топонимах
- 11 сентября 2014 года получила наименование Мазиловская улица, проходящая между Малой Филёвской и Кастанаевской улицей;
- Район Фили-Мазилово, наносившийся на карты в 1970-е и 1980-е годы, исчез при создании нового административного деления Москвы;
- Топоним сохранился также в названии Мазиловского пруда;
- Электрическая подстанция № 361 «Мазилово» 110 кВ, ул. Алексея Свиридова, 2, строение 1.